# Kantongerecht Ridderkerk
Het kantongerecht Ridderkerk was van 1838 tot 1934 een van de kantongerechten in Nederland. Bij de oprichting was Ridderkerk het vierde kanton van het arrondissement Dordrecht. Ten behoeve van het gerecht werd in 1880 een pand gekocht aan de Molensteeg. Het kanton werd na de opheffing gevoegd bij het kanton Rotterdam.

## Het kanton
Kantons werden in Nederland ingevoerd in de Franse tijd. In ieder kanton zetelde een vrederechter. In 1838 werd de vrederechter vervangen door de kantonrechter. Daarbij werd het aantal kantons fors ingekrompen. In Zuid-Holland verdwenen 12 van de 35 kantons. Voor Ridderkerk veranderde er echter vrijwel niets. Het kanton omvatte in 1838 de gemeenten: Ridderkerk, IJsselmonde, Barendrecht, Charlois, Katendrecht, Pernis, Poortugaal, Hoogvliet, Albrantswaard en Kijvelanden en Rhoon.